# Melasina melicrana
Melasina melicrana är en fjärilsart som beskrevs av Edward Meyrick 1930. Melasina melicrana ingår i släktet Melasina och familjen säckspinnare. Inga underarter finns listade i Catalogue of Life.